# Gustavo Rojas Pinilla

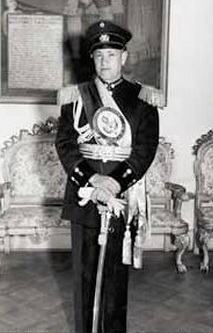
Gustavo Rojas Pinilla

Gustavo Rojas Pinilla (* 12. März 1900 in Tunja, Kolumbien; † 17. Januar 1975 in Melgar) war ein kolumbianischer Militär, Politiker und Diktator. Er wurde durch einen Militärputsch vom 13. Juni 1953 bis 10. Mai 1957 Präsident Kolumbiens.

## Leben

### Frühe Jahre
Geboren in Tunja, Kolumbien, als Sohn von Julio Rojas Jiménez und Hermencia Pinilla Suárez. Dort verbrachte er seine frühen Jahre und zog dann nach Villa de Leyva. Seine Geschwister waren Ana Elvira María, Carlos Arturo, Margarita María und Julio César. Zur Grundschule ging er bei den Schwestern Hermanas de la Presentación in Tunja und besuchte danach die Sekundarschule Escuela Normal de Varones. Zwischen 1916 und 1917 erhielt er das Abitur (bachillerato).

### Militärische Laufbahn
Nach der Schule besuchte er ab 1917 die Escuela de Cadetes in Bogotá, wo er seine Militärlaufbahn begann. Schon 1920 erhielt er den Rang eines Unterleutnants und 1923 in Manizales den eines Leutnants. Ein Jahr später, unzufrieden mit dem Heer, reiste er in die USA, um am Tri-State College den Beruf des Ziviltechnikers zu erlernen. Diese Ausbildung schloss er 1927 mit dem Diplom ab.
Durch den bevorstehenden Konflikt mit Peru wurde Rojas Pinilla 1932 als Hauptmann wieder Teil der Armee. Ein Jahr später wurde er nach Buenaventura versetzt, da dort ein Angriff der Peruaner erwartet wurde. Er reiste 1936 nach Deutschland, um dort die notwendigen Fertigkeiten und Maschinen zur Munitionsherstellung für den Staat zu erwerben. Anschließend wurde er technischer Leiter der Munitionsfabrik in Bogotá. Zu diesem Zeitpunkt war er bereits Major und zeichnete sich durch sein Interesse an Militärtechnik aus.
Im Rahmen des neuen Leih- und Pachtgesetzes reiste er als Leiter der Escuela de Artillería 1943 in die USA, um dort Waffen und Technik zu erwerben. Seine Studie über die Flughäfen in Kolumbien verhalf ihm zum Rang des Obersts. Außerdem war er im Jahre 1944 zum Leiter der Aeronautica Civil, einem Teil der Luftfahrt-Behörde, ernannt worden.
Die Jahre von 1946 bis 1953 sind von Rojas’ Einsatz geprägt, den nach der Ermordung des populären Politikers Jorge Eliécer Gaitán verstärkt einsetzenden Konflikt zwischen liberalen und konservativen Kampfgruppen zu entschärfen. Rojas selbst erklärte diesbezüglich, dass aus militärischer Sicht seine Führung am 9. April 1948 (landesweite Ausschreitungen nach der Ermordung Gaitáns) in Cali am erwähnenswertesten gewesen sei. Denn in dieser Zeit formierten sich unter dem Einfluss der kommunistischen Partei verschiedene Guerillagruppen, aus denen schließlich (1964–66) die noch heute aktiven FARC hervorgehen sollten. 1949 wurde Rojas zum General ernannt und am 3. Dezember desselben Jahres schließlich zum Minister für Post und Telekommunikation.

### Politische Karriere
Durch den Interims-Präsidenten Roberto Urdaneta Arbeláez wurde Rojas Pinilla gegen Ende 1952 zur Führung der gesamten Armee bewegt. Der Militärputsch vom 13. Juni 1953 gegen die Regierung des Präsidenten Laureano Gómez, der eine solche Aktion bereits erwartet hatte und daher am gleichen Tag aus dem spanischen Exil zurückgekommen war, sollte ein weiteres Blutvergießen zwischen Konservativen und Liberalen verhindern (La Violencia). Der Putsch führte zur Präsidentschaft von Rojas Pinilla, der durch die ehemaligen Präsidenten Mariano Ospina und Roberto Urdaneta gestützt war. In seiner ersten Rede gab er „Frieden, Gerechtigkeit und Freiheit“ als seine Leitlinien an.
Seine Regierungszeit zeichnete sich durch eine Vielzahl großer Bauprojekte aus. Unter anderem ließ er den Flughafen El Dorado in Bogotá konstruieren. Er führte zudem mit Hilfe deutscher Techniker das Fernsehen ein, gründete mehrere Banken und automatisierte die Telefonvermittlung. Am 25. August 1954 führte er das Wahlrecht der Frau ein und wurde im selben Jahr für eine weitere vierjährige Amtszeit als Präsident bestätigt. Zur gleichen Zeit fiel das Land jedoch wieder in eine tiefe Krise. Die Studentenerhebungen vom 8. und 9. Juni 1954 sowie die Zensur und Schließung der Zeitungen El Tiempo, El Espectador und El Siglo verschärften diesen Zustand noch.
Trotz einer großzügigen Amnestiegesetzgebung war es Rojas nämlich nicht gelungen, die Violencia definitiv zu beenden. Nach einer kurzen Phase relativen Friedens (1953/54) flammten ab Juni 1954 die Kämpfe zwischen Regierung und Guerilla wieder auf. In dieser Phase handelte es sich jedoch vor allem um revolutionäre (kommunistische) Gruppen sowie um ökonomisch motivierte Banden, die keinerlei Interesse an einer „Reintegration“ zeigten. Vielmehr lehnten sie Rojas’ autoritäres Regierungssystem sowie die Oligarchie im Allgemeinen ab.
Neuere Forschungen zeigen indes, dass Rojas aufgrund seiner populistischen Umverteilungspolitik im Stile des argentinischen Präsidenten Juan Domingo Perón über beträchtlichen Rückhalt in der verarmten Bevölkerungsmehrheit verfügte. Durch die Schaffung einer eigenen Massenbasis und einer eigenen Partei (Tercera Fuerza) brüskierte er jedoch die alteingessenen Eliten, die ihn im Juni 1953 an die Macht gebracht hatten. Aus diesem Grunde organisierten die maßgeblichen Sektoren der Oligarchie (Handel, Banken, Parteieliten, Bildungssektor) einen „Generalstreik“, der den Diktator im Mai 1957 letztendlich zu Fall brachte. Tragende Gruppe dieser Protestbewegung war der von Laureano Gómez und Alberto Lleras Camargo ins Leben gerufene Frente Civil, der später in Frente Nacional umbenannt wurde (ab 1958).
Am 10. Mai 1957 überließ Rojas Pinilla den Staat einer militärischen Junta, die aus den Generälen Gabriel París, Deogracias Fonseca, Rafael Navas und Luis Ordóñez sowie dem Konter-Admiral Rubén Piedrahíta bestand. In den zwei folgenden Jahren wurde er vom Senat zur Rechenschaft gezogen. Trotz Schuldspruch wurden ihm sieben Jahre später durch das Tribunal Superior de Cundinamarca seine politischen Rechte wieder zuerkannt. 1958 wurde Alberto Lleras zum Präsidenten gewählt. Rojas Pinilla gründete 1962 mit einigen Sympathisanten die Alianza Nacional Popular (ANAPO).
Bei den Wahlen von 1970 erhielt diese neue Gruppe 39 % der Stimmen. Der konservative Gegner Misael Pastrana Borrero erhielt 40,6 %, was zu Spekulationen um manipulierte Wahlen führte. Als radikale ANAPO-Splittergruppe entstand daraufhin die Guerillagruppe M-19, die den demokratischen Weg für gescheitert erklärte und deshalb die gewaltsame Option wählte. Erst im Juni 1971 wurde ANAPO offiziell zu einer Partei. 1974 wurde Rojas Pinilla Senator und starb ein Jahr später auf seiner Finca in Melgar an einem Herzinfarkt. Er wurde in Bogotá bestattet.

## Auszeichnungen (Auswahl)
- 1953: Sonderstufe des Großkreuzes des Verdienstordens der Bundesrepublik Deutschland